# Elvaston (Derbyshire)
Elvaston – wieś w Anglii, w hrabstwie Derbyshire, w dystrykcie South Derbyshire. Leży 7 km na południowy wschód od miasta Derby i 176 km na północny zachód od Londynu.